# Bandeira e escudo de Cantábria

## Bandeira

Bandeira da Cantábria

As cores oficiais da Bandeira da Cantábria foram determinadas no texto do Estatuto de Autonomia da Cantábria, sendo: duas faixas horizontais branca e vermelha, com a mesma largura. Somente faltaram escolher os caracteres do brasão que acompanha a bandeira.
A bandeira foi inspirada na bandeira marítima que durante o século 18 simbolizou o porto de Santander.

## Brasão

Brasão da Cantábria

O brasão da Cantábria tem a forma retangular com um círculo externo, que são tipicamente espanhóis. O brasão é partido em azul e vermelho. Ele foi escolhido oficialmente em 22 de dezembro de 1984.
No campo azul se vê uma torre de ouro com ameias e um navio que é rompido na proa por uma corrente originada da torre e que acaba no lado esquerdo do escudo. Abaixo há ondas azuis e prateadas. Acima de tudo há duas cabeças femininas cortadas com auréolas (coroas da glória).
No campo abaixo, vermelho, é visível a estrela cantábrica com ornamentos geométricos. Acima há a coroa do rei espanhol, decorada com pérolas. No campo acima é lembrada a histórica conquista de Sevilha pelos marinheiros cantábrios em 1248, com a Torre de Ouro e o navio rompendo as cadeias que impediam navegar pelo rio Guadalquivir. Isso é um símbolo da ação marítima contínua da Cantábria; também é uma referência à união deste território, sob o patronado dos mártires Santo Emetério e São Celedônio.

## Hino
Em 6 de março de 1987 se escolheu, como hino oficial, a canção Hino à Montanha, composta 
por Juan Guerrero Urresti, em 1926. Em espanhol, há muito a Cantábria é chamada A Montanha, 
o mesmo acontece na versão original da canção. Para a versão oficial trocou-se, portanto, a palavra 
Montanha por Cantábria.